# Saint-Meslin-du-Bosc
Saint-Meslin-du-Bosc é uma comuna francesa na região administrativa da Normandia, no departamento de Eure. Estende-se por uma área de 1,57 km². Em 2010 a comuna tinha 286 habitantes (densidade: 182,2 hab./km²).